# Ehud Manor

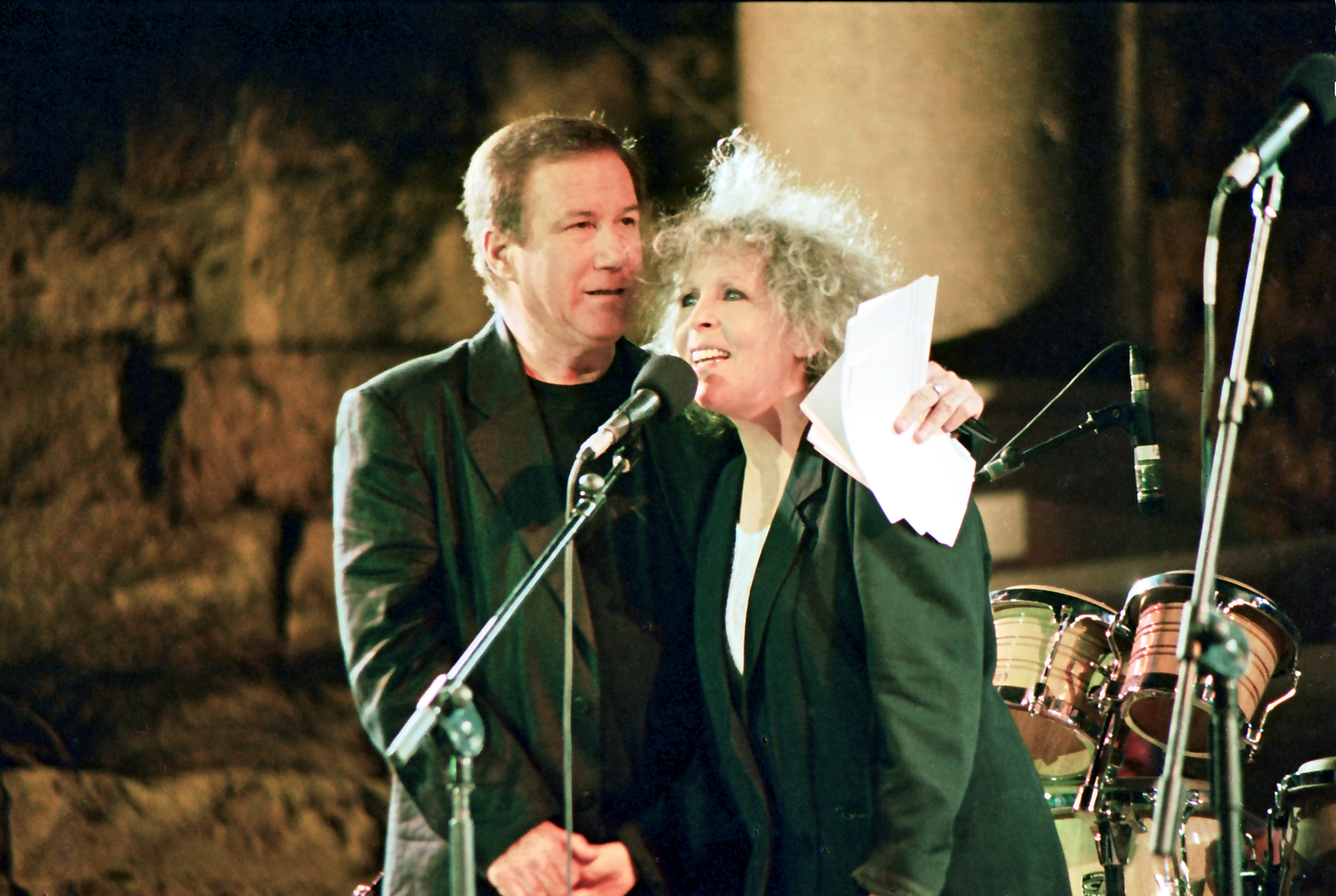
Ehud Manor (links) en Ofra Fuchs (rechts)

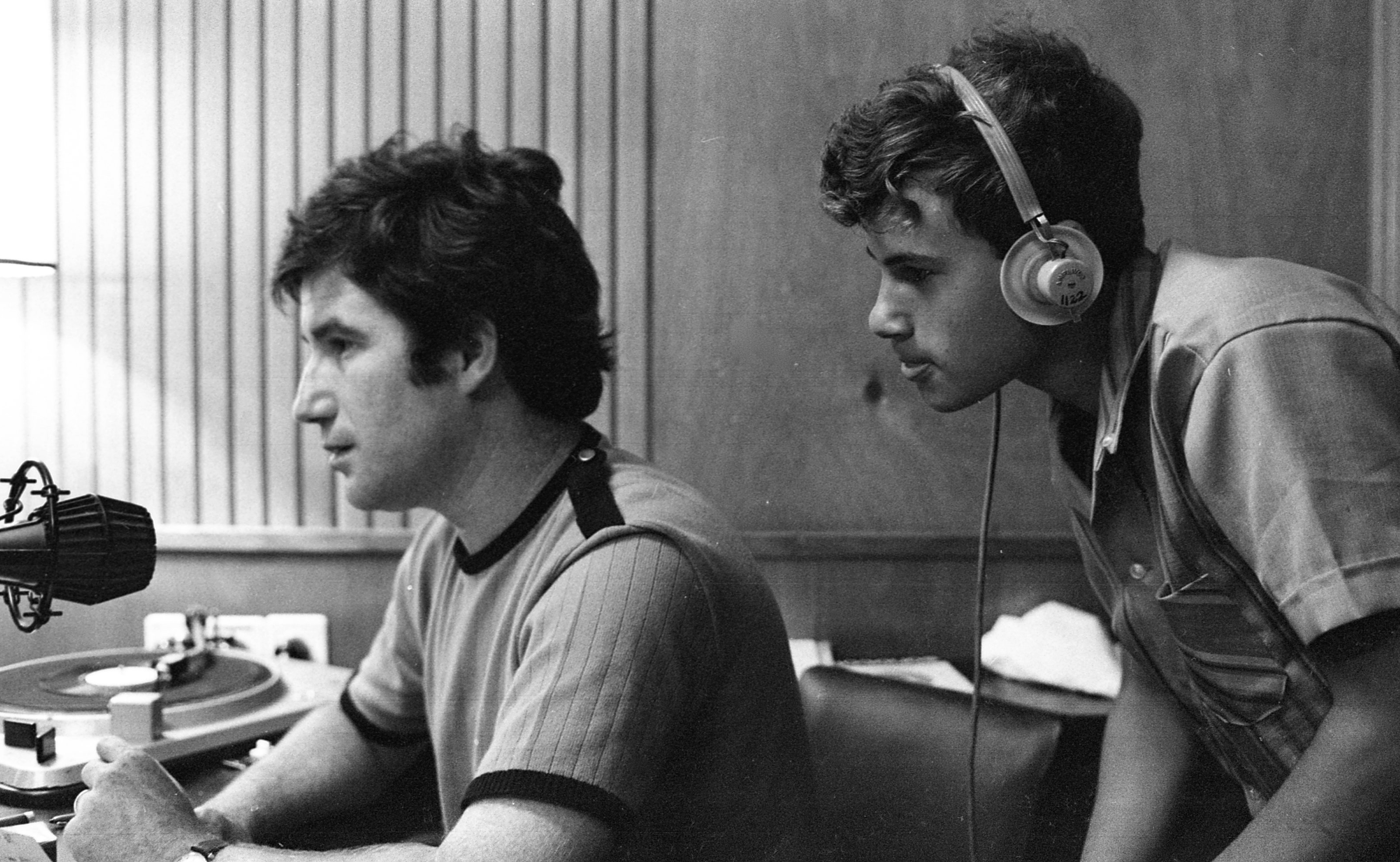
Ehud Manor, 1969

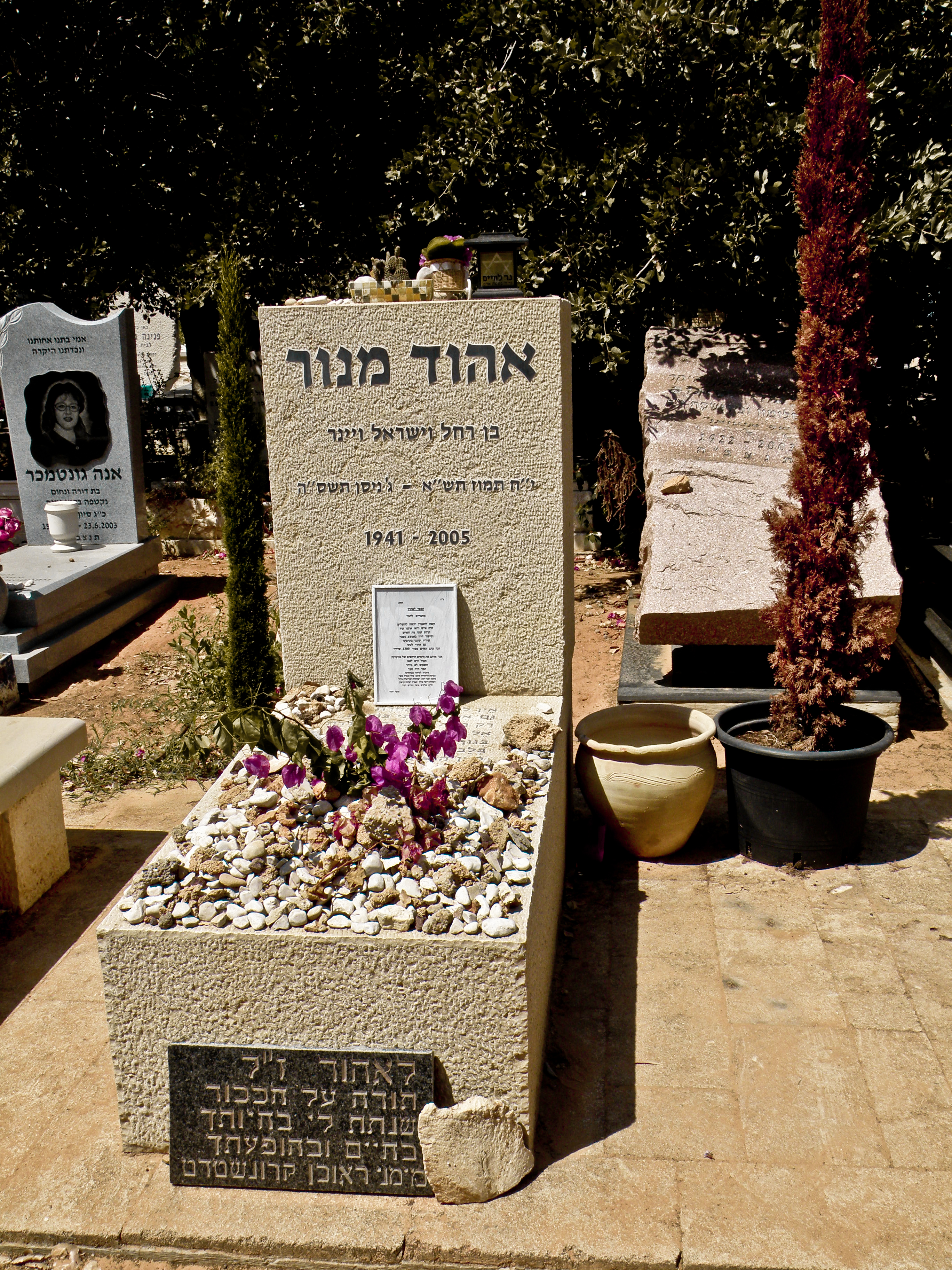
Grafsteen

Ehud Manor (Binjamiena, 13 juli 1941 – Tel Aviv, 12 april 2005) was een Israëlische tekstschrijver, dichter, vertaler en radio- en televisiepersoonlijkheid.

## Loopbaan
Hij schreef de teksten van vele bekende Israëlische liedjes, waaronder Een li erets acheret (Ik heb geen ander land), Briet olam (Eeuwig verbond), Basjana habaäa (Volgend jaar), en Jaldoeti hasjnia (Mijn tweede jeugd).
Deze productieve dichter schreef meer dan 1250 Hebreeuwse werken en vertaalde meer dan zeshonderd werken in het Hebreeuws, waaronder Broadway-hits zoals Cabaret en Les Misérables.
Manor schreef de teksten van vele Israëlische nummers in het Eurovisiesongfestival, waaronder  de winnaar in 1978 Abanibi en inzendingen van 1983 Chai (Ofra Haza), 1992-nummer Ze rak sport, 2004-nummer Lehaämien (samen met de uitvoerder David D'Or) en 2005-inzending Zman.
In 1988 won hij de hoogste Israëlische onderscheiding, de Israëlprijs, in de categorie het Hebreeuwse lied.
- Bibsys: 10048627
- Biblioteca Nacional de España: XX1798353
- Bibliothèque nationale de France: cb15004765b (data)
- Gemeinsame Normdatei: 133277550
- International Standard Name Identifier: 0000 0001 1751 5770
- Library of Congress Control Number: n89116633
- MusicBrainz: e3d84322-3f3b-4756-8023-8fef11d4d0da
- Nationale Bibliotheek van Israël: 987007298602905171
- Virtual International Authority File: 24876888
- WorldCat: E39PBJv4qqdqM3hT8qyVbkPG73